# Michal Matejka
Michal Matejka (* 8. Dezember 1981) ist ein slowakischer Badmintonspieler. 

## Karriere
Michal Matejka gewann 2000 die bei den slowakischen Einzelmeisterschaften der Junioren die Mixedkonkurrenz. Fünf Jahre später siegte er erstmals bei den Erwachsenen. 2009 und 2010 siegte er bei den Mongolia International. 2001, 2006, 2009, 2010 und 2011 nahm er an den Badminton-Weltmeisterschaften teil.

## Sportliche Erfolge
| Saison | Veranstaltung                                | Disziplin    | Platz | Name                           |
| ------ | -------------------------------------------- | ------------ | ----- | ------------------------------ |
| 2000   | Slowakei: Einzelmeisterschaften der Junioren | Mixed        | 1     | Michal Matejka / Eva Sládeková |
| 2001   | Weltmeisterschaft                            | Mixed        | 33    | Michal Matejka / Eva Sládeková |
| 2005   | Slowakei:Einzelmeisterschaften               | Herreneinzel | 1     | Michal Matejka                 |
| 2006   | Slowakei:Einzelmeisterschaften               | Herrendoppel | 1     | Michal Matejka / Marián Šulko  |
| 2009   | Mongolia International                       | Herreneinzel | 1     | Michal Matejka                 |
| 2009   | Slowakei: Einzelmeisterschaften              | Herreneinzel | 1     | Michal Matejka                 |
| 2010   | Mongolia International                       | Herreneinzel | 1     | Michal Matejka                 |
| 2010   | Slowakei: Einzelmeisterschaften              | Herreneinzel | 1     | Michal Matejka                 |
| 2012   | Slowakei:Einzelmeisterschaften               | Herrendoppel | 1     | Michal Matejka / Marián Šulko  |